# マルチナ・バーグマン＝オスターバーグ

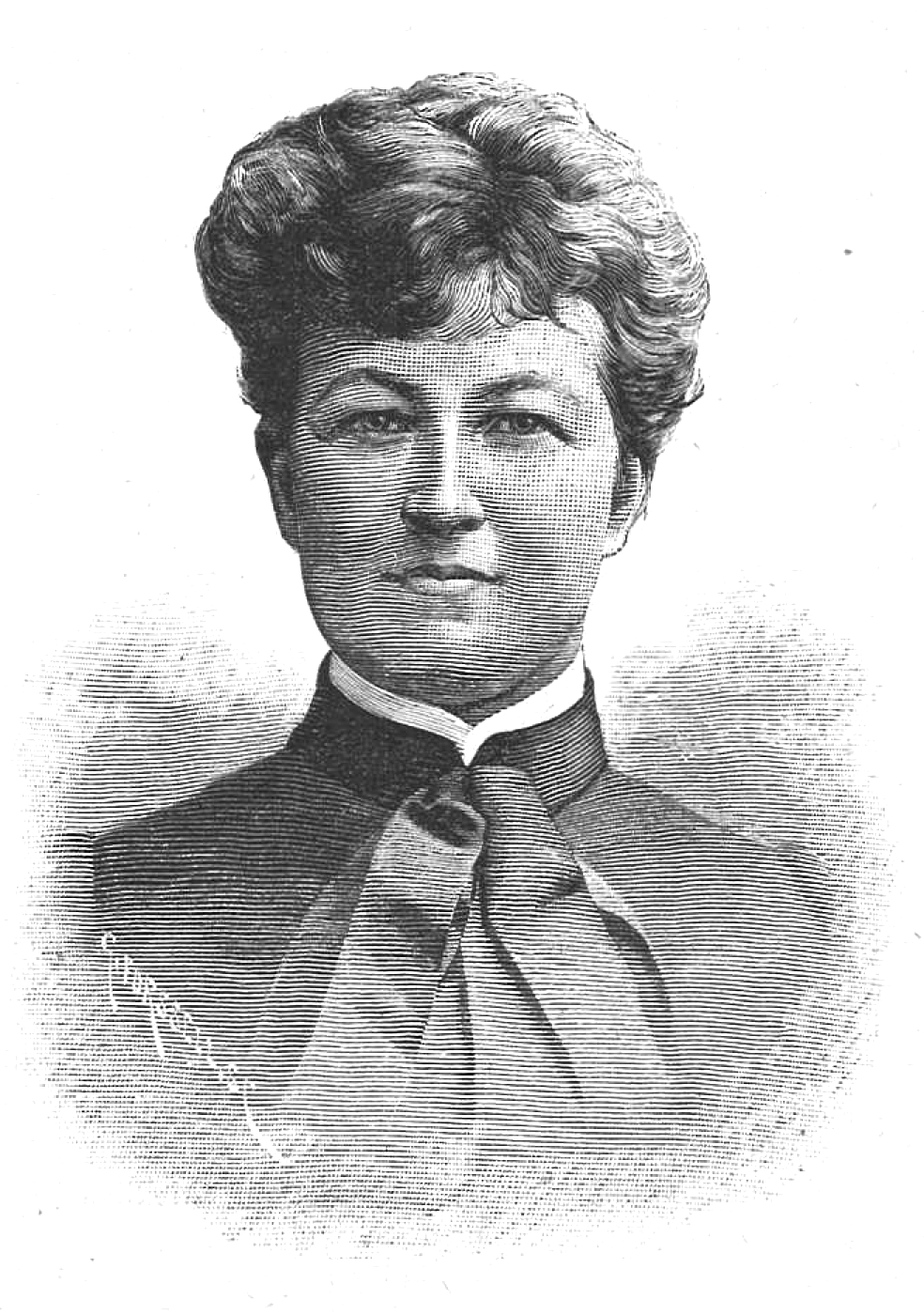
マルチナ・バーグマン＝オスターバーグ

マルチナ・バーグマン＝オスターバーグ（Martina Bergman Österberg、（スウェーデン語の読みではマルティナ・ベルィマン・エステルベルィ）1849年10月7日 - 1915年6月29日）は、スウェーデンの教育者、体操家。広く“マダム・オスターバーグ”（Madame Osterberg）と呼ばれた。婦人参政権獲得運動の後援者だった。イギリスにスウェーデン体操を普及させ、ロンドン留学中の永井道明、二階堂トクヨにスウェーデン体操を教授した。
1849年10月7日、スウェーデンの穀倉地帯スコーネに生まれる。家庭教師の後25歳で図書館員となり、同時期に婦人科マッサージの創始者トゥセ・ブラントにマッサージの指導を受けた。28歳で医療とマッサージを含む体操を習得するためスイス・ドイツ・イギリス・フランスに渡る。
1879年、30歳のときスウェーデン王立中央体操学校に入学。2年間医療体操と教育体操を学び優秀な成績で卒業すると、ロンドン学校委員会に招かれ1881年から8年間スウェーデン体操の普及と女子体操教師の養成に努めた。さらに1885年にはロンドンにハンプステッド体操専門学校を開設し、イギリスにおける女子体操のスペシャリスト・体操教師の養成に初めて組織的に取り組んだ。1886年、図書館員時代の同僚だったパー・オスターバーグと結婚。1887年には初等教育における体操の実施と、解剖学・生理学・衛生学の知識を持った体操教師の養成に公的政策が必要となることを述べ、体操教師向けに『体操要覧（Gymnastic Tables）』を出版した。1888年にはロンドン学校委員会を辞してハンプステッドの仕事に専念。このとき既にイギリスで資格を持ったスウェーデン体操の教師は1200人以上、スウェーデン体操を採用した女学校の数は300に達していた。
1893年、アメリカを訪問しシカゴで「世界教育会議」に出席。このときニルス・ポッセの体操学校とスカンジナビア体操クラブを訪問し、ダイオ・ルイス、ダドリー・アレン・サージェント博士と面会した。彼女はボストンではエドワード・マッシー・ハートウェル博士によってすべての公立学校にスウェーデン体操が導入され、6万人の子供たちが訓練を受けていることを知るが、しかしそれはスウェーデン体操の4領域のうち教育体操だけの実践であり、医療体操としての側面が欠落していると感想を述べている。
1895年、ハンプステッド体操専門学校をケント州ダートフォードへ移転。寄宿制のバーグマン・オスターバーグ体操専門学校として再出発する。永井道明、二階堂トクヨが留学してくるのはこのダートフォードである。1915年6月29日没。死の直前、彼女はバーグマン・オスターバーグ体操専門学校を国家へ寄贈した。その後学校はテムズ・ポリテクニクと名前を変え、現在ではグリーンウィッチ大学のカレッジとなっている。